# Aquila (Bologna)
Aquila is een Italiaans historisch merk van motorfietsen.
De bedrijfsnaam was: Fabr. Italiana Aquila, Bologna.
In 1926 bracht de firma Cavani in Bologna (de Italiaanse importeur van DKW) lichte motorfietsen met 132cc-DKW-motor op de markt onder de merknaam Aquila.
Later werden 250- en 350cc-Rudge-Python-motoren gebruikt. De productie begon in 1927 en eindigde in 1935 toen het nauwelijks mogelijk was geworden Britse inbouwmotoren te importeren vanwege de lastige politieke situatie na de Tweede Italiaans-Ethiopische Oorlog.
Er zijn ook bronnen die melden dat de Aquila-motorfietsen in Turijn gemaakt werden.